# Biblioteca Massana
La Biblioteca Massana es una colección de libros legada al Archivo Histórico de la Ciudad de Barcelona por Agustí Massana i Pujol (1855-1921).

## El propietario y la formación de la colección
Hijo de una familia de pasteleros de la calle de Fernando de Barcelona, Agustí Massana no continuó el oficio familiar. De joven contó con el apoyo paterno para marchar a París y dedicarse a los negocios, con resultados favorables que le proporcionaron una buena fortuna.
De carácter reservado y constitución enfermiza, llevó una vida ordenada dedicándose a cuestiones financieras. A pesar de ser un hombre discreto y de poca actividad social, frecuentaba tertulias con personajes destacados de la Barcelona de la época como Joan Maluquer i Viladot (magistrado), Darius Rumeu (después barón de Viver y alcalde de Barcelona), Josep M. Milà i Camps (financiero y político), Salvador Andreu i Grau (el conocido “doctor Andreu”), Aureli Capmany (folklorista), entre otros.
Gran bibliófilo y apasionado de los estudios sobre indumentaria, consiguió reunir una valiosa colección de libros y láminas que compraba tanto a libreros de la ciudad como extranjeros. Enriqueció el fondo con aleluyas y acuarelas que él mismo encargaba a expertos artistas de su tiempo y abrió las puertas de su casa a pintores, escultores, escenógrafos, escritores, eclesiásticos y, en general, a todos aquellos especialistas interesados en la consulta de aquel fondo.

## La Biblioteca
La colección pasó al Ayuntamiento de Barcelona en virtud de un legado testamentario que comprendía también un capital de 50.000 pesetas para ampliarla, así como la dotación de 200.000 ptas. para la creación de un premio de 20.000 ptas. adjudicable cada 4 años a la mejor obra ilustrada sobre indumentaria o iconografía de Cataluña, y la creación de una escuela de artes aplicadas a la industria: la célebre Escuela Massana. Con este proyecto Massana quería favorecer la formación de los jóvenes obreros con unas enseñanzas a precio asequible y, al mismo tiempo, preservar los antiguos oficios.
La muerte de Agustí Massana coincidió con el momento de creación del Archivo Histórico de la Ciudad de Barcelona y el proceso de instalación de esta nueva institución en la Casa del Arcediano (Casa de l’Ardiaca), y por voluntad de los albaceas y la Comisión de Cultura se decidió que fuese destinada a la Biblioteca Massana una de las salas de la planta noble del edificio.
Con las rentas destinadas a su organización, instalación y futuro crecimiento la colección bibliográfica pasó de los 3.892 libros y 715 opúsculos iniciales a los 5.949 volúmenes que comprende actualmente. Se trata de un fondo muy ilustrado y de bonitas y muy cuidadas encuadernaciones.
La temática general de esta colección es el arte en todas sus expresiones y, especialmente, las artes aplicadas. Destacan principalmente los libros sobre indumentaria -militar, religiosa y civil de diversos países y épocas, con especial énfasis en la Europa moderna-. Las artes suntuarias son el otro gran foco de interés con obras sobre mobiliario, decoración, armamento, etc. También reúne mucha bibliografía e imágenes de grandes manifestaciones públicas como entierros, procesiones, desfiles y visitas reales.
El núcleo principal de la colección está formado por obras publicadas en el siglo XIX, aunque se conservan ejemplares desde el siglo XVI.
Una gran parte de los libros de esta colección fueron editados en las principales ciudades europeas y en lenguas muy diversas (alemán, francés, italiano, inglés, ruso, latín, etc.)